# Youssry Samy
Youssry Samy (15 de abril de 2003) é um judoca egípcio. Competiu nos Jogos Olímpicos de Verão de 2024 em Paris.
Conquistou uma medalha de prata no Campeonato Africano em Dakar em 2021. Ele ganhou uma medalha de ouro na Copa Europeia em Sarajevo em 2022. Ele conquistou a medalha de ouro no Campeonato Africano Sub-21 em Nairóbi em 2022. Ele garantiu uma medalha de prata no European Open em Sofia. Ele conquistou bronze no Campeonato Mundial Júnior em Odivelas em 2023. Ele obteve prata no Campeonato Africano de 2024 no Cairo.